# Martin Linge
Martin Jensen Linge (11 décembre 1894 – 27 décembre 1941) est un acteur norvégien qui devint, lors de la Seconde Guerre mondiale, le commandant de la Première Compagnie indépendante norvégienne (NOR.I.C.1), formée par le SOE en 1941. 
Linge fut tué lors d'un raid sur Måløy (Opération Archery), mais le groupe qu'il commandait fut toujours appelé Compagnie Linge par la population norvégienne.
Du côté familial, Martin Linge fut le père de Jan Herman Linge, ingénieur et concepteur de bateaux internationalement reconnu.

## Reconnaissance

### Distinctions
- Croix de Guerre (Norv.) avec épée ;
- Distinguished Service Cross (Royaume-Uni).

### Mémoriaux
- Statue dans le parc Linge à Måløy.
- Stéle commémorative à la ferme familiale de Linge.

### Rues portant son nom
- Martin Linges vei à Snarøya in Bærum
- Martin Linges vei à Oslo
- Martin Linges vei à Strømmen
- Martin Linges veg à Moss
- Martin Linges veg à Heimdal

## Filmographie
- 1939 - Gjest Baardsen
- 1938 - Bør Børson Jr.
- 1938 - Det drønner gjennom dalen
- 1935 - Samhold må til
- 1926 - Vägarnas kung